# Critère de Lawson
Pour les articles homonymes, voir Lawson.
Le critère de Lawson, en fusion nucléaire, met en relation les énergies produite et perdue par un milieu pour déterminer s'il est rentable. Il est nommé en l'honneur de John D. Lawson (en) qui l'a décrit pour la première fois en 1955, dans une note alors classée confidentielle de l'Établissement de recherche atomique d'Harwell (Grande-Bretagne) où il travaillait. L'article fut publié deux ans plus tard dans les Proceedings of the Physical Society.

## Formulation du critère
Pour que la fusion soit énergétiquement rentable, il faut que l’énergie produite par les réactions de fusion compense au minimum les pertes inhérentes à la production d'énergie. En pratique, on est amené à considérer la puissance perdue dans le processus, Pperte et la puissance générée par celui-ci, Pr. Le critère de Lawson stipule simplement que pour que le processus mis en place soit éventuellement rentable, il faut que 
{\displaystyle P_{\rm {r}}>P_{\rm {perte}}}.
L'inégalité ci-dessus peut ne pas être satisfaite. Dans le bilan énergétique, outre l'énergie produite et l'énergie perdue intervient l'énergie de mise en œuvre.
L'implémentation concrète du critère de Lawson se base sur une estimation de ces deux quantités en fonction du processus considéré.

### Pertes et temps de confinement
Sans perte de généralité, lors d'une réaction de fusion nucléaire, les produits de la réaction sont des atomes complètement ionisés baignant dans un gaz d'électrons libres. La densité d'énergie stockée sous forme d'agitation thermique s'écrit selon les lois de la thermodynamique
{\displaystyle W={\frac {3}{2}}(n_{\rm {e}}+\sum _{i}n_{i})k_{\rm {B}}T},
ne et les ni correspondant respectivement aux concentrations d'électrons et des différentes espèces d'ions, kB à la constante de Boltzmann et T à la température à laquelle les réactions sont portées. Ces réactifs se refroidissent spontanément en un temps caractéristique appelé temps de confinement et traditionnellement noté τE. Ce temps dépend du dispositif mis en place pour effectuer les réactions. On a ainsi, par unité de volume,
{\displaystyle P_{\rm {perte}}={\frac {W}{\tau _{\rm {E}}}}}.

### Puissance générée
La puissance par unité de volume générée par les réactions peut s'écrire sous la forme
{\displaystyle P_{\rm {r}}=E_{\rm {r}}\cdot f},
où Er désigne l'énergie individuelle générée par une réaction de fusion (soit typiquement quelques MeV), et f le taux de réaction volumique. En supposant que deux espèces nommées 1 et 2 et de concentration n1 et n2 réagissent l'une avec l'autre, on a ainsi
{\displaystyle f=n_{1}n_{2}\langle \sigma v\rangle },
où la quantité nommée <σv> désigne la valeur moyenne du produit de la section efficace de réaction et de la vitesse relative des deux réactifs.

## Réécriture du critère de Lawson
Finalement, le critère de Lawson peut s'écrire (pour une réaction à deux espèces)
{\displaystyle n_{1}n_{2}\langle \sigma v\rangle E_{\rm {r}}>{\frac {{\frac {3}{2}}(n_{\rm {e}}+n_{1}+n_{2})k_{\rm {B}}T}{\tau _{\rm {E}}}}},
ou bien 
{\displaystyle n_{e}\tau _{\rm {E}}>{\frac {3}{2}}{\frac {n_{e}(n_{e}+n_{1}+n_{2})}{n_{1}n_{2}}}{\frac {k_{\rm {B}}T}{E_{\rm {r}}\langle \sigma v\rangle }}}.

### Exemple sur la configuration deutérium-tritium
Dans une configuration de type fusion deutérium-tritium d'abondance identique, on a 
{\displaystyle n_{1}=n_{2}={\frac {1}{2}}n_{e}},
ce qui donne
{\displaystyle n_{e}\tau _{\rm {E}}>12{\frac {k_{\rm {B}}T}{E_{\rm {r}}\langle \sigma v\rangle }}\equiv L}.

### Interprétation physique

Un exemple de la fonction L définie ci-dessus dans le cadre d'une réaction deutérium-tritium.

Dans le membre de droite, souvent noté L (en {\displaystyle s.m^{-3}}), toutes les quantités sont uniquement dépendantes de la physique fondamentale du processus de fusion considéré. En particulier, la quantité {\displaystyle T/\langle \sigma v\rangle } dépend uniquement de la température et l'on peut en trouver la valeur minimale. Le membre de gauche, lui, dépend du dispositif mis en place pour le réaliser. Ainsi, le critère de Lawson peut-il se réécrire comme une contrainte sur le produit de la concentration des réactifs par le temps de confinement qui doit être supérieur à une valeur fixée par la physique de la réaction.
Le fait qu'il soit nécessaire d'avoir le plus grand temps de confinement possible s'interprète par le fait que les pertes d'énergie se font d'autant plus lentement que le temps de confinement est élevé (il est proportionnel à 1/τE). Quant à la nécessité d'avoir la plus grande concentration possible de réactifs, elle s'explique par le fait que le taux de réaction augmente plus vite avec celle-ci que les pertes (respectivement en ne2 et ne).

### Prise en compte de l'ensemble du bilan énergétique
Le calcul ci-dessus suppose que la totalité de l'énergie de réaction est utilisable. En pratique, cela n'est pas vrai pour deux raisons :
- d'une part, il faut dépenser une certaine quantité d'énergie pour assurer le confinement des réactifs. Cette énergie s'ajoute aux pertes issues de la réaction pour assurer un bilan énergétique positif ;
- d'autre part, seule une partie de l'énergie produite est effectivement récupérable. Par exemple, pour une réaction deutérium-tritium on produit un noyau d'hélium 4 et un neutron. Seule l'énergie du noyau est effectivement récupérable pour le chauffage du plasma. En pratique, il convient donc d'affecter au critère de Lawson un coefficient correcteur dépendant de ces éléments.